# JOE (ドラマー)
JOE（ジョー、本名：上野浩二 - うえのこうじ）は、日本のドラマー。1972年3月16日生まれ、O型、長崎県大村市出身。SEX MACHINEGUNSでの活動時はSPEED STAR SYPAN JOE名義で活動。

## 活動
- 1997年、SEX MACHINEGUNSのドラムが脱退したため、メンバー募集のオーディションに合格（因みにオーディションでAnchangに「特技は？」と聞かれ「スネアをチ○ポで叩くことが出来る」と言ってメンバーを笑わせたことがある）。SPEED STAR SYPAN JOEの名前で加入。ステージネームの由来は、オーディション時に「SPEED STAR」と描かれたサイクリング・パンツを穿いていたかららしい[要出典]。ライヴのMCでは寒いギャグを言うことで有名[要出典]。
- 1998年4月22日、メジャーデビュー。
- 1999年に、持病の椎間板ヘルニアの悪化のためSEX MACHINEGUNSを脱退。
- 2000年、Rickyと出会い、リハビリ後にDASEINを結成。JOEの名で活動を開始。2001年元日には1stシングルを発売。
- 2004年1月7日、渋谷公会堂でのライブをもってDASEINを解散。
- 2004年4月4日、SEX MACHINEGUNSメジャー第4期メンバーとして再加入。また同バンドのメンバーであるギターのCIRCUIT.V.PANTHERと、ベースのSAMURAI.W.KENJILAWの3人でインストバンドELLEGUNSを結成。
- 2006年、SEX MACHINEGUNS活動休止。その後、バンドから完全に脱退する。ステージネームをJOEに変更し、同じくバンドを脱退しステージネームを変更した元ELLEGUNSのPANTHERと村井研次郎の二人と、新バンドとしてJ-P-K PROJECTを結成。その後、バンド名をCYCLEに変更。
- 2008年、T.M.Revolution、abingdon boys schoolのライブにサポートメンバーとして参加。
- 2010年、DASEINが復活し、活動を再開。
- 2011年、NoB、MASAKI、白田一秀、清水賢治とDAIDA LAIDAを結成。

## 著書
- 『超絶ドラマー養成ギプス』（RittorMusic/2011年8月29日）